# Ernst Peter Hecht
Ernst Peter Hecht (* 20. September 1652 in Drübeck, Grafschaft Wernigerode; † 27. März 1731 in Zellerfeld) war ein deutscher Münzmeister.

## Beruflicher Werdegang
- Münzwardein in Magdeburg 1689–1693
- Münzmeister in Leipzig 1693–1714
- Münzmeister in Magdeburg 1718–1722
- Münzmeister in Zellerfeld 1723–1731

## Ämter
Hecht war Medailleur des Kurfürsten von Sachsen von 1694 bis 1706. 1723 wurde er von Georg II. zum Communions-Münzmeister auf dem Ober- und Unterharz nach Zellerfeld berufen.